# Her Silent Sacrifice
Her Silent Sacrifice er en amerikansk stumfilm fra 1917 af Edward Jose.

## Medvirkende
- Alice Brady som Arlette.
- Henry Clive som Richard Vale.
- R. Payton Gib som Prins Boissard.
- Edmund Pardo som Sarthe.
- Blanche Craig som Grevinne Coralie.